# (108201) Di Blasi
(108201) Di Blasi est un astéroïde de la ceinture principale.

## Description
(108201) Di Blasi est un astéroïde de la ceinture principale. Il fut découvert le 27 avril 2001 à Farra d'Isonzo par l'observatoire astronomique de Farra d'Isonzo. Il présente une orbite caractérisée par un demi-grand axe de 2,69 UA, une excentricité de 0,21 et une inclinaison de 4,5° par rapport à l'écliptique.

## Compléments